# Meggyeskovácsi
Meggyeskovácsi é um município da Hungria, situado no condado de Vas. Tem 24,64 km² de área e sua população em 2015 foi estimada em 685 habitantes.